# Geese Howard
Geese Howard is een fictief personage en eindbaas in de Fatal Fury-serie van computerspellen ontwikkeld door SNK. Het personage verscheen voor het eerst in het spel Fatal Fury: King of Fighters in 1991.
In de Fatal Fury-spellen zinnen de broers Terry en Andy Bogard op wraak nadat Howard hun vader heeft omgebracht.

## Andere spellen
Naast de vele computerspellen verscheen Howard ook in een animatieserie over Fatal Fury en de serie The King of Fighters: Destiny. Ook maakt het personage een cameo in het spel Art of Fighting 2 uit 1994.
Geese Howard werd uiteindelijk opgenomen in Tekken 7 als personage, en werd door fans positief ontvangen. Het personage bleef qua uiterlijk gelijk, maar de ontwerpers pasten zijn moves aan voor de Tekken-serie.

## Personage
Qua uiterlijk heeft Howard blond haar, is gekleed in een lange rode gi, en draagt een wit judohemd met rode nekband. Hij is gespecialiseerd in de traditionele vechtkunsten. Zijn zoon is Rock Howard en zijn halfbroer heet Wolfgang Krauser.